# Чепстоу (замок)
Замок Чепстоу (валл. Castell Cas-gwent, англ. Chepstow Castle)  — средневековый замок, находится в одноимённом городе на берегу реки Уай на юге Уэльса в графстве Монмутшир.

## История замка

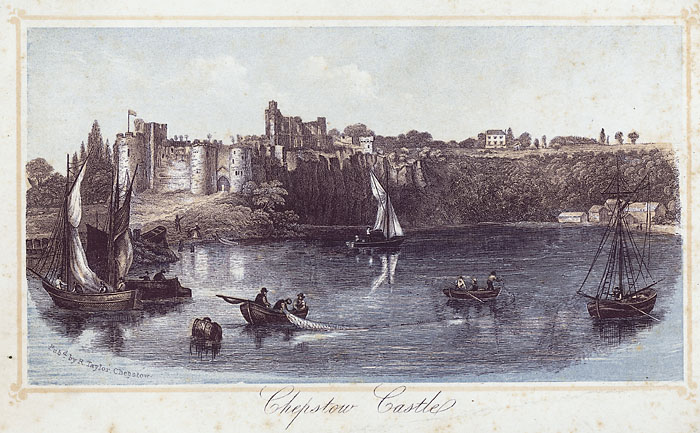
R. Taylor. Замок Чепстоу. 1850 год.

Замок был построен Уильямом Фиц-Осберном в 1067—1071 годах. В 1200 году граф Пембрук добавил к замку две башни, а его сыновья — сторожку и барбакан (оборудование для защиты подъёмного моста). Чепстоу считается первым замком в Великобритании, полностью построенным из камня.
Замок открыт для посетителей с 1953 года.